# 太平山樱花
太平山樱花（学名：Prunus matuurai）为蔷薇科梅属下的一个种。